# Андреевка (Миякинский район)
Андре́евка (баш. Андреевка) — деревня в Миякинском районе Республики Башкортостан Российской Федерации. Входит в состав Новокарамалинского сельсовета. 

## География

### Географическое положение
Расположена на реке Киргиз-Мияки. 
Расстояние до:
- районного центра (Киргиз-Мияки): 10 км,
- центра сельсовета (Новые Карамалы): 8 км,
- ближайшей ж/д станции (Аксёново): 29 км.

## Население
| 2002 | 2009 | 2010 |
| ---- | ---- | ---- |
| 7    | ↘6   | ↗9   |

Национальный состав
Согласно переписи 2002 года, преобладающие национальности — русские (43 %), украинцы (43 %).